# The Seeds of Doom
A The Seeds of Doom a Doctor Who sorozat nyolcvanötödik része, amit 1976. január 31-e és március 6-a között vetítettek hat epizódban.

## Történet
Egy antarktiszi expedíció réges-rég a jégbe fagyott óriási maghüvelyeket talál, amely nemcsak a Doktor, hanem egy megszállott növénygyűjtő milliomos, Mr Chase figyelmét is felkelti. A Doktor hiába üzeni az expedíciónak, hogy hagyják békén a magvakat, míg megérkezik, a tudósok vizsgálni kezdik. A következmény katasztrofális. Közben Mr. Chase is odaküldi az embereit, hogy bármi áron is, de szerezzék meg a magokat gyűjteménye számára, s nem vesz tudomást a figyelmeztetésről, hogy a tűzzel játszik...

## Epizódok listája
| Epizódok sorszáma | Bemutató napja    | Hossza | Nézők száma (hossza) |
| ----------------- | ----------------- | ------ | -------------------- |
| 1                 | 1976. január 31.  | 24:10  | 11,4                 |
| 2                 | 1976. február 7.  | 24:09  | 11,4                 |
| 3                 | 1976. február 14. | 24:51  | 10,3                 |
| 4                 | 1976. február 21. | 24:26  | 11,1                 |
| 5                 | 1976. február 28. | 25:06  | 9,9                  |
| 6                 | 1976. március 6.  | 21:51  | 11,5                 |

## Könyvkiadás
A könyvváltozatát 1977. február 17.-n adta ki a Target könyvkiadó.

## Otthoni kiadás
- VHS-n 1994-n adták ki.
- DVD-n 2010. október 25.-n adták ki.

### Fordítás
- Ez a szócikk részben vagy egészben  a   The_Seeds_of_Doom című angol Wikipédia-szócikk fordításán alapul.  Az eredeti cikk szerkesztőit annak laptörténete sorolja fel. Ez a jelzés csupán a megfogalmazás eredetét és a szerzői jogokat jelzi, nem szolgál a cikkben szereplő információk forrásmegjelöléseként.